# Елліс-Гроув (Іллінойс)
Елліс-Гроув (англ. Ellis Grove) — селище (англ. village) в США, в окрузі Рендолф штату Іллінойс. Населення — 328 осіб (2020).

## Географія
Елліс-Гроув розташований за координатами 38°0′37″ пн. ш. 89°54′45″ зх. д. / 38.01028° пн. ш. 89.91250° зх. д. (38.010208, -89.912548).  За даними Бюро перепису населення США в 2010 році селище мало площу 1,27 км², з яких 1,27 км² — суходіл та 0,00 км² — водойми.

## Демографія
Згідно з переписом 2010 року, у селищі мешкали 363 особи в 152 домогосподарствах у складі 90 родин. Густота населення становила 285 осіб/км².  Було 160 помешкань (126/км²).
Расовий склад населення:
| - 98,1 % — білих - 0,3 % — чорних або афроамериканців |

До двох чи більше рас належало 1,7 %. Частка іспаномовних становила 1,9 % від усіх жителів.
За віковим діапазоном населення розподілялося таким чином: 23,7 % — особи молодші 18 років, 61,7 % — особи у віці 18—64 років, 14,6 % — особи у віці 65 років та старші. Медіана віку мешканця становила 38,5 року. На 100 осіб жіночої статі у селищі припадало 90,1 чоловіків;  на 100 жінок у віці від 18 років та старших — 97,9 чоловіків також старших 18 років.
Середній дохід на одне домашнє господарство  становив 44 551 долар США (медіана — 40 588), а середній дохід на одну сім'ю — 60 133 долари (медіана — 61 033). Медіана доходів становила 35 417 доларів для чоловіків та 31 563 долари для жінок. За межею бідності перебувало 11,2 % осіб, у тому числі 13,3 % дітей у віці до 18 років та 12,9 % осіб у віці 65 років та старших.
Цивільне працевлаштоване населення становило 194 особи. Основні галузі зайнятості: виробництво — 35,6 %, роздрібна торгівля — 14,4 %, освіта, охорона здоров'я та соціальна допомога — 13,4 %.